# 岩胡子草属
岩胡子草属（学名：Erioscirpus）又名南羊胡子草属，属是莎草科的一属植物，共2种，分布于伊朗至中国的广泛区域。

## 形态特征
具有短而粗壮的根状茎。其秆密集丛生，呈钝三棱形或圆柱状。叶片为线形，边缘内卷且粗糙。
岩胡子草属的总苞呈叶状，长侧枝上形成聚伞花序，花序由多数小穗组成。每个小穗通常单生或簇生2-3个，属于两性花，雄蕊为2枚，柱头为3枚。其小坚果狭长圆形，顶端尖锐并具喙，下位刚毛数量极多，长度可达鳞片的数倍。

## 下属物种
该属共2种：
- 岩胡子草 Erioscirpus comosus (Wall.) Palla
- Erioscirpus microstachyus (Boeckeler) Palla